# Michael Denney
Michael Denneny (Providence, 2 de marzo de 1943-12 de abril o 15 de abril de 2023) fue un editor y autor estadounidense. Fue uno de los primeros editores abiertamente homosexuales en una editorial importante.

## Primeros años de vida
Denneny nació en Providence, Rhode Island, y creció en las cercanías de Pawtucket. Su padre Leo era trabajador de un molino y luego trabajó para el Servicio Postal. Su madre Dorothy (de soltera Wilkinson) también trabajaba en un molino. Tenía un hermano, Joe. Joe describió a Pawtucket como «sombrío» y dijo que Michael «se retiró a los libros a una edad temprana».

## Educación y carrera
Denneny se graduó de la Universidad de Chicago con una licenciatura en historia en 1967. Luego continuó con sus estudios de posgrado en el Comité de Pensamiento Social de la universidad bajo la dirección de la filósofa Hannah Arendt.
Denneny se mudó a la ciudad de Nueva York en 1971 después de los disturbios de Stonewall y poco después fue contratado en Macmillan. Allí publicó una versión en libro de la obra de teatro feminista de Ntozake Shange for colored girls who have considered suicide / when the rainbow is enuf.
En 1976, él y Chuck Ortleb comenzaron la revista literaria gay Christopher Street. Según Denneny, poco antes de que comenzara a publicarse, varios hombres homosexuales destacados que no eran abiertos sobre su homosexualidad amenazaron sutilmente con poner fin a su carrera si su nombre aparecía en la revista. En 1977, Macmillan despidió a Denneny cuando se supo que iba a publicar The Homosexuals de Alan Ebert, que contenía entrevistas con hombres homosexuales. Fue contratado nuevamente brevemente para presentar el libro en una conferencia de ventas porque posteriormente se publicaría debido a obligaciones legales, pero cuando su conexión con Christopher Street se hizo evidente, fue despedido nuevamente.
Durante este tiempo trabajó en la publicación gay New York Native además de Christopher Street. Después de solicitar una gran cantidad de trabajos en las editoriales de Manhattan mientras admitía abiertamente que era gay, en 1977 fue contratado en St. Martin's Press y escribió dos libros propios, Lovers y Decent Passions .
En 1987, Denneny inició la edición de libros de bolsillo LGBT Stonewall Inn Editions en St. Martin's, la primera vez que una editorial importante lo hacía, y volvió a publicar muchos libros que habían aparecido anteriormente en tapa dura.
Denneny trabajó en St. Martin's hasta 2002, aparte de dos años en Crown Publishing Group, y posteriormente se fue para convertirse en editor y consultor independiente.

## Muerte
La muerte de Denneny en abril de 2023 en su casa en Manhattan fue inesperada, y su hermano Joe dijo que probablemente se debió a un ataque al corazón. Fue encontrado el 15 de abril.

## Principales obras editadas o publicadas
- Alan Ebert (1977). The Homosexuals. Macmillan.
- Edmund White (1978). Noctunres for the King of Naples. St. Martin's Press.
- G. Gordon Liddy (1980). Will: The Autobiography of G. Gordon Liddy. St. Martin's Press. ISBN 0312880146.
- Buckminster Fuller (1981). Critical Path. St. Martin's Press.
- Judith Thurman (1982). Isak Dinesen: The Life of a Storyteller. St. Martin's Press.
- Van Smith (1983). The Simply Divine Cut-Out Doll Book. St. Martin's Press.
- Robert Mapplethorpe (1986). Black Book. St. Martin's Press.
- Randy Shilts (1987). And the Band Played On: Politics, People, and the AIDS Epidemic (1980–1985). ISBN 0-613-29872-1.